# تپه سرعین (آناهیتا)
تپه سرعین (آناهیتا) مربوط به هزاره دوم و۱ قبل از میلاد است و در سرعین، ضلع شمالی خیابان ام واقع شده و این اثر در تاریخ ۱۶ فروردین ۱۳۷۷ با شمارهٔ ثبت ۱۹۷۶ به‌عنوان یکی از آثار ملی ایران به ثبت رسیده است.